# Warner Baxter
Warner Leroy Baxter (Columbus, Ohio, 29 de marzo de 1889 - Beverly Hills, California, 7 de mayo de 1951) fue un actor estadounidense.

## Biografía
Su padre, Edwin F. Baxter (1867-1889) murió cuando él tenía cinco meses y en 1898, se mudó junto con su madre Jane Barrett (1869-1962) a San Francisco. Luego del terremoto de 1906, tuvieron que vivir en una tienda por dos semanas antes de mudarse con unos amigos por tres meses. En 1910, Baxter empezó a actuar en el vodevil y más tarde, en teatro. 
Baxter inició su carrera cinematográfica en 1914 como extra. Tuvo su primer papel protagonista en 1921 en la película Sheltered Daughters. Durante los años 1920 actuó en 48 películas. Su actuación más famosa fue como Cisco Kid en In Old Arizona, papel por el que recibió el Óscar al mejor actor. También destacó en Grand Canary , Broadway Bill y Kidnapped
Protagonizó a mediados de los años 30 la serie en diez películas Crime Doctor para Columbia Pictures. Para 1936, Baxter era el actor mejor pagado de Hollywood, pero para 1943 había pasado a realizar películas de clase B. 
Entre 1914 y 1950, Baxter realizó más de cien películas. Estuvo casado brevemente con Viola Cadwell de 1911 a 1913 y después con la actriz Winifred Bryson desde 1918 hasta su muerte.
Baxter sufría de artritis, por lo que se sometió a una lobotomía para reducir el dolor crónico. Murió poco después de neumonía y fue enterrado en el Forest Lawn Memorial Park en Glendale (California).
Posee una estrella en el paseo de la fama de Hollywood.

## Filmografía
- State Penitentiary (1950)
- Prison Warden (1949)
- The Devil's Henchman (1949)
- The Crime Doctor's Diary (1949)
- The Gentleman From Nowhere (1948)
- The Millerson Case (1947)
- Crime Doctor's Gamble (1947)
- Just Before Dawn (1946)
- Crime Doctor's Man Hunt (1946)
- The Crime Doctor's Courage (1945)
- Crime Doctor's Warning (1945)
- Lady in the Dark (1944)
- Shadows in the Night (1944)
- Crime Doctor's Strangest Case (1943)
- Crime Doctor (1943)
- Adam Had Four Sons (1941)
- Earthbound (1940)
- Return of the Cisco Kid (1939)
- Wife, Husband and Friend (1939)
- Barricade (1939)
- Kidnapped (1938)
- I'll Give a Million (1938)
- Slave Ship (1937)
- Vogues of 1938 (1937)
- Wife, Doctor and Nurse (1937)
- The Robin Hood of El Dorado (1936)
- King of Burlesque (1936)
- The Prisoner of Shark Island (1936)
- The Road to Glory (1936)
- To Mary - with Love (1936)
- White Hunter (1936)
- La fiesta de Santa Barbara (1935)
- One More Spring (1935)
- Under the Pampas Moon (1935)
- Broadway Bill (1934)
- Such Women Are Dangerous (1934)
- Stand Up and Cheer! (1934)
- Grand Canary (1934)
- As Husbands Go (1934)
- Hell in the Heavens (1934)
- Penthouse (1933)
- Paddy the Next Best Thing (1933)
- I Loved You Wednesday (1933)
- La calle 42 (1933)
- Dangerously Yours (1933)
- Amateur Daddy (1932)
- Man About Town (1932)
- Six Hours to Live (1932)
- Surrender (1931)
- The Cisco Kid (1931)
- Daddy Long Legs (1931)
- The Stolen Jools (1931)
- Esposas de médicos (1931)
- Their Mad Moment (1931)
- The Squaw Man (1931)
- The Arizona Kid (1930)
- Such Men Are Dangerous (1930)
- Renegades (1930)
- Linda (1929)
- Thru Different Eyes (1929)
- The Far Call (1929)
- Behind That Curtain (1929)
- Romance of the Rio Grande (1929)
- En el viejo Arizona (1928)
- A Woman's Way (1928)
- West of Zanzibar (1928)
- The Tragedy of Youth (1928)
- Three Sinners (1928)
- Ramona (1928)
- Danger Street (1928)
- Craig's Wife (1928)
- The Telephone Girl (1927)
- Drums of the Desert (1927)
- Singed (1927)
- The Coward (1927)
- Miss Brewster's Millions (1926)
- The Great Gatsby (1926)
- Mannequin (1926)
- The Runaway (1926)
- Aloma of the South Seas (1926)
- Mismates (1926)
- The Golden Bed (1925)
- The Air Mail (1925)
- The Awful Truth (1925)
- Welcome Home (1925)
- Rugged Water (1925)
- A Son of His Father (1925)
- The Best People (1925)
- The Garden of Weeds (1924)
- Alimony (1924)
- His Forgotten Wife (1924)
- The Female (1924)
- Christine of the Hungry Heart (1924)
- Those Who Dance (1924)
- In Search of a Thrill (1923)
- Blow Your Own Horn (1923)
- St. Elmo (1923)
- Her Own Money (1922)
- The Girl in His Room (1922)
- The Ninety and Nine (1922)
- A Girl's Desire (1922)
- If I Were Queen (1922)
- Sheltered Daughters (1921)
- The Love Charm (1921)
- Cheated Hearts (1921)
- First Love (1921)
- Lombardi, Ltd. (1919)
- All Woman (1918)
- Her Own Money (1914)

## Premios y distinciones
Premios Óscar
| Año  | Categoría   | Película            | Resultado |
| ---- | ----------- | ------------------- | --------- |
| 1929 | Mejor actor | En el viejo Arizona | Ganador   |